# Önskesånger (album av Samuelsons)
Önskesånger utkom 1985 och är ett musikalbum av den kristna gruppen Samuelsons.

## Låtlista
1. Ja, jag vet att Jesus lever
2. Du är allt för mig/ You're My World
3. Vilken dag
4. O vilken nåd/Londonderry air
5. Jag vill tacka dej
6. You're my best friend
7. Född på nytt
8. Jag vill vara där du är/Moody Blue
9. Jag har hört om en stad
10. Livet ger dig mer om du tror/Let Your Love Flow
11. Let me be there
12. Där rosor aldrig dör
13. Believe in Jesus Christ
14. Morgongryning